# Analitika
Az analitika az adatok vagy statisztikák rendszer szintű számítási elemzése. Alkalmazzák a minták adatainak felfedezésére, értelmezésére és közlésére. Ez magában foglalja az adatminták alkalmazását a hatékony döntéshozatal során is. Hasznos lehet a rögzített információkkal teli területeken. Az elemzés a statisztikák, a számítógépes programozás és az operációkutatás egyidejű alkalmazására támaszkodik a teljesítmény számszerűsítéséhez.
A szervezetek elemzéseket alkalmazhatnak az üzleti adatokra az üzleti teljesítmény leírására, előrejelzésére és javítására. Elemzési területei közé tartoznak: prediktív elemzési, előíró analitika, vállalati döntés menedzsment, leíró analitika, kognitív analitika, Big Data Analytics, kiskereskedelmi elemző, az ellátási lánc analitika, bolt választék és raktáron tartását egység optimalizálása és marketing optimalizálás és marketing mix modellezés, webelemzés, hívásanalitika, beszédelemzés, értékesítői méretezés és optimalizálás, ár- és promóciós modellezés, prediktív tudomány, grafikonelemzés, hitelkockázat-elemzés és csaláselemzés. Mivel az elemzés kiterjedt számítást igényel (lásd a nagy adatokat), az elemzéshez használt algoritmusok és szoftverek a legújabb módszereket alkalmazzák az informatikában, a statisztikában és a matematikában.

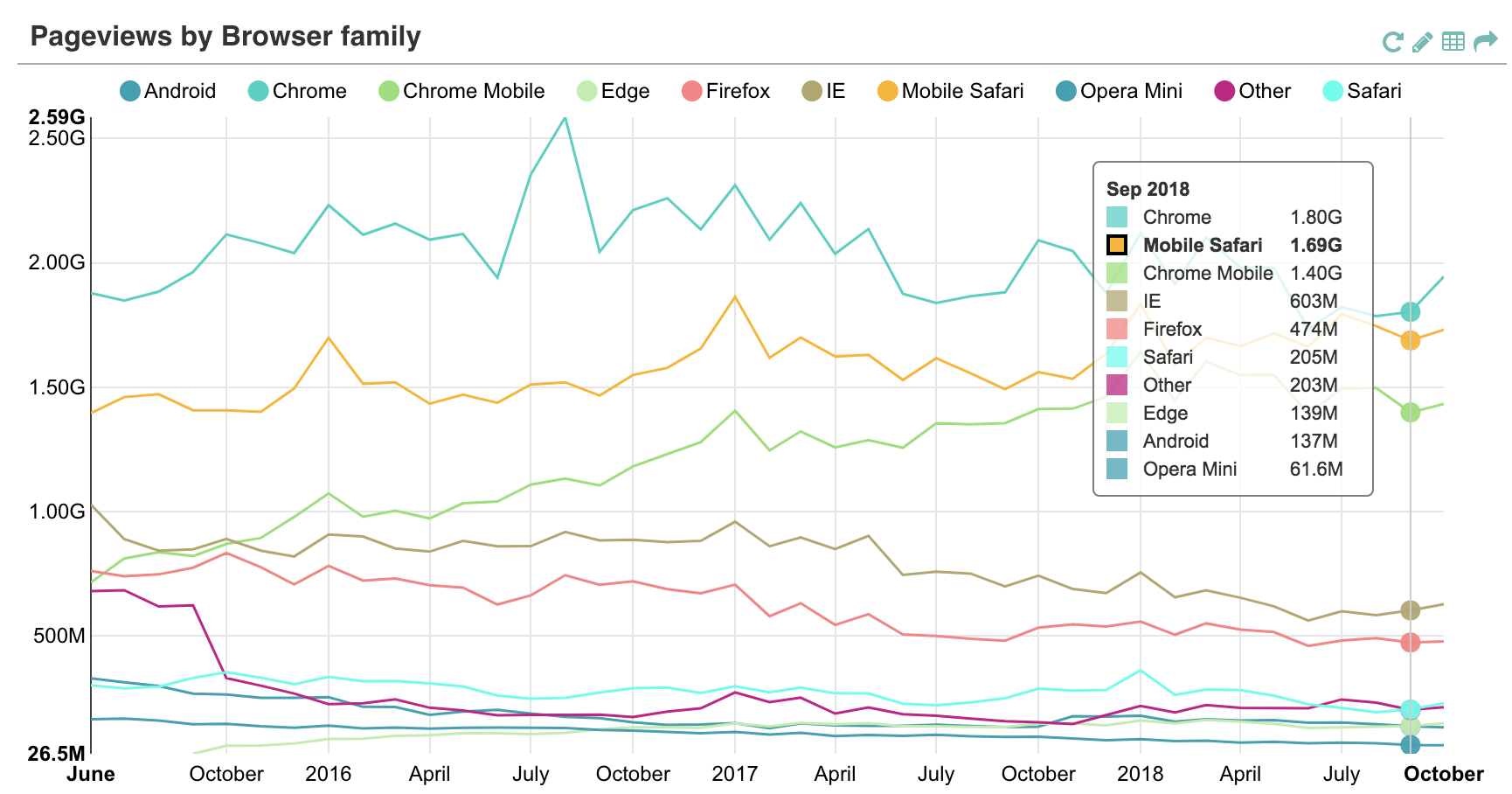
Az angol Wikipédia forgalomelemzése

## Analitika vs elemzés
Az adatelemzés a múlt megértésére összpontosít: mi történt és miért történt az adott dolog. Az adatanalitika ezzel szemben arra összpontosít, hogy miért történt és mi történhet a jövőben a korábbi adatok alapján.
Az adatanalitika egy multidiszciplináris terület. Széles körben használják a számítógépes ismereteket, a matematikát, a statisztikákat, a leíró technikákat és a prediktív modelleket, hogy értékes ismereteket nyerjenek az adatokból az elemzés révén. Az adatokból származó betekintést az üzleti környezetben gyökerező cselekvés ajánlására vagy a döntéshozatal irányítására használják. Az elemzés tehát nem annyira az egyes elemzésekkel vagy elemzési lépésekkel foglalkozik, hanem a teljes módszertannal. Tendencia, hogy az analitika kifejezést üzleti környezetben használják, pl. A szövegelemzés és az általánosabb szövegbányászat, hogy hangsúlyozzák ezt a tágabb perspektívát.  Egyre növekszik a fejlett elemzés kifejezés, amelyet általában az elemzés technikai aspektusainak leírására használnak, különösen az olyan feltörekvő területeken, mint például a gépi tanulási technikák, például az ideghálózatok, a döntési ágrajz, a logisztikai regresszió, a többszörös regressziós elemzés, osztályozás prediktív modellezéshez. Ez magában foglalja a felügyelet nélküli gépi tanulási technikákat is, mint például a klaszteranalízist, a fő komponenselemzést, a szegmentálási profil elemzését és az asszociációs elemzést.

## Alkalmazások

### Marketingoptimalizálás
A marketing egy kreatív folyamatból rendkívül adatközpontúvá fejlődött. A marketingszervezetek az elemzéssel meghatározzák a kampányok vagy erőfeszítések eredményét, és irányítják a befektetési és fogyasztói célzást. A demográfiai tanulmányok, az ügyfelek szegmentálása, az együttes elemzés és más technikák lehetővé teszik a marketingszakemberek számára, hogy nagy mennyiségű fogyasztói vásárlási, felmérési és paneladatot használnak fel a marketing stratégia megértéséhez és kommunikálásához.
A marketinganalitika kvalitatív és kvantitatív, strukturált és strukturálatlan adatokból áll, amelyeket a márka és a bevétel kimenetelével kapcsolatos stratégiai döntések előmozdítására használnak. A folyamat magában foglalja a prediktív modellezést, a marketing kísérleteket, az automatizálást és a valós idejű értékesítési kommunikációt. Az adatok lehetővé teszik a vállalatok számára, hogy előrejelzéseket tegyenek és megváltoztassák a stratégiai végrehajtást a teljesítményeredmények maximalizálása érdekében.
A webanalitika lehetővé teszi a marketingszakemberek számára, hogy munkamenet szintű információkat gyűjtsenek a webhelyen zajló interakciókról a sessionization nevű művelet segítségével. A Google Analytics egy példa egy népszerű ingyenes elemző eszközre, amelyet a marketingszakemberek használnak erre a célra. Ezek az interakciók a webanalitikai információs rendszerek számára biztosítják a hivatkozó nyomon követéséhez, a kulcsszavak kereséséhez, az IP-cím azonosításához és a látogató tevékenységeinek nyomon követéséhez szükséges információkat. Ezekkel az információkkal a marketingszakember javíthatja a marketing kampányokat, a weboldal kreatív tartalmát és az információ architektúráját.
A marketingben gyakran alkalmazott elemzési technikák magukban foglalják a marketing-keverék modellezését, az árképzési és promóciós elemzéseket, az értékesítői erőforrások optimalizálását és az ügyfélanalitikákat, pl.: szegmentálás. A webanalitika, a weboldalak és az online kampányok optimalizálása gyakran együtt jár a hagyományosabb marketing elemzési technikákkal. A digitális médiára való összpontosítás kissé megváltoztatta a szókincset, így a marketingmix-modellezést digitális vagy marketing-keverékmodellezési kontextusban általában attribúciós modellezésnek nevezik.
Ezek az eszközök és technikák egyaránt támogatják a stratégiai marketing döntéseket (például mennyit költenek marketingre, hogyan osztják el a költségvetéseket a márkák portfólióján és a marketing keveréken), valamint a taktikusabb kampánytámogatást is, a legjobb potenciális vásárló megcélzásában. optimális üzenet a legköltséghatékonyabb közegben, ideális időben.

### Emberek elemzése
A People Analytics viselkedési adatokat használ az emberek működésének megértéséhez és a vállalatok kezelésének megváltoztatásához.
Az emberek elemzése más néven munkaerő-elemzés, HR-elemzés, tehetségelemzés, emberismeret, tehetségkutatás, kollégabeli, humántőke-elemzés és HRIS-elemzés. A HR elemzés az analitika alkalmazása a vállalatok humán erőforrás- kezelésében. Ezenkívül a HR elemzés stratégiai eszközzé vált a változó munkaerőpiacon az emberrel kapcsolatos trendek elemzésében és előrejelzésében, a Karrier elemzés eszközeinek felhasználásával. A cél annak felismerése, hogy mely alkalmazottakat vegyék fel, melyeket díjazzák vagy támogassák, milyen felelősségeket jelöljenek ki, és hasonló humánerőforrás-problémák. A HR-elemzés egyre fontosabb annak megértésében, hogy milyen viselkedési profilok sikerülnek és buknak meg. Például egy elemzés során kiderülhet, hogy egy bizonyos típusú profilnak megfelelő személyek azok, akik valószínűleg egy adott szerepben sikeresek lesznek, így ők a legjobb alkalmazottak.
Felvetésre került, hogy a People Analytics a HR elemzésének külön tudományterülete, amely nagyobb hangsúlyt fektet az üzleti kérdésekre, mintsem az adminisztratív folyamatokra és hogy a People Analytics valószínűleg nem tartozik a szervezetek emberi erőforrásai közé. A szakértők azonban nem értenek egyet ebben, sokan azzal érvelnek, hogy az emberi erőforrásoknak a People Analytics-t kell fejleszteniük, mint egy képesebb és stratégikusabb üzleti funkció kulcsfontosságú részét az automatizálás által kiváltott változó munka világában. Ahelyett, hogy a People Analytics-t a HR-n kívülre helyezné, egyes szakértők azzal érvelnek, hogy ez a HR-hez tartozik, bár ezt egy új HR-fajta teszi lehetővé, aki inkább adatközpontú és üzleti hozzáértésű.

### Portfólióelemzés
Az üzleti elemzések általános alkalmazása a portfólióelemzés. Ebben egy banknak vagy hitelező ügynökségnek változó értékű és kockázatú számlák gyűjteménye van. A számlák eltérhetnek a tulajdonos társadalmi státusától (gazdag, középosztálybeli, szegény stb.), földrajzi elhelyezkedésétől, nettó értékétől és sok más tényezőtől. A hitelezőnek egyensúlyba kell hoznia a kölcsön megtérülését az egyes kölcsönök nemteljesítésének kockázatával. A kérdés az, hogy miként értékelhető a portfólió egésze.
A legkevésbé kockázatos hitel lehet a nagyon tehetős, de nagyon kevés gazdag ember van. Másrészt sok szegény van, akiknek kölcsön lehet adni, de nagyobb a kockázatuk. Biztosítani kell bizonyos egyensúlyt, amely maximalizálja a megtérülést és minimalizálja a kockázatot. Az elemzési megoldás ötvözi az idősor- elemzést sok más kérdéssel annak érdekében, hogy döntést hozzon arról, mikor adjon pénzt ezeknek a különböző hitelfelvevői szegmenseknek, vagy döntéseket hozzon a portfólió szegmens tagjainak felszámított kamatlábról, hogy fedezze az adott szegmens tagjai közötti esetleges veszteségeket.

### Kockázatelemzés
Prediktív modelleket fejlesztenek ki a bankszektorban, hogy biztonságot nyújtsanak az egyes ügyfelek kockázati pontszámain. A kredit pontszámok az egyén késedelmi magatartásának előrejelzésére épülnek, és széles körben használják az egyes pályázók hitelképességének értékelésére. Ezenkívül kockázatelemzéseket végeznek a tudományos világban és a biztosítási ágazatban. Széles körben használják olyan pénzügyi intézményekben is, mint az Online Payment Gateway vállalatok, hogy elemezzék, hogy egy tranzakció valódi-e vagy csalás-e. Erre a célra felhasználják az ügyfél tranzakcióit. Ezt általában a hitelkártya vásárlásakor használják, amikor hirtelen megugrik az ügyfél tranzakcióinak volumene, az ügyfél megerősítést kér, ha a tranzakciót ő kezdeményezte. Ez segít csökkenteni az ilyen körülmények miatti veszteséget.

### Digitális elemzés
A digitális elemzés olyan üzleti és technikai tevékenységek összessége, amelyek meghatározzák, létrehozzák, összegyűjtik, ellenőrzik vagy átalakítják a digitális adatokat jelentéskészítésre, kutatásra, elemzésekre, ajánlásokra, optimalizálásokra, előrejelzésekre és automatizálásokra. Ide tartozik a SEO (keresőoptimalizálás) is, ahol a kulcsszó keresést követik nyomon, és ezeket az adatokat marketing célokra használják fel. Még a szalaghirdetések és a kattintások is a digitális elemzés alá tartoznak. Egyre több márka és marketingcég támaszkodik a digitális elemzésre digitális marketing megbízásai során, ahol az MROI (Marketing Return on Investment) fontos kulcsfontosságú teljesítménymutató (KPI).

### Biztonsági elemzés
A biztonsági elemzés az információs technológiára (IT) utal a biztonsági események összegyűjtésére a legnagyobb kockázatot jelentő események megértése és elemzése céljából. Az ezen a területen található termékek tartalmazzák a biztonsági információkat, az eseménykezelést és a felhasználói viselkedés elemzését.

### Szoftverelemzés
A szoftveranalitika az információgyűjtés folyamata egy szoftver használatának és előállításának módjáról.

## Kihívások
A kereskedelmi elemző szoftverek iparban a hangsúly a masszív, összetett adathalmazok elemzésével járó kihívások megoldására jelent meg, gyakran akkor, ha ezek az adatok állandó változási állapotban vannak. Az ilyen adathalmazokat általában big data-nak nevezik. Míg a nagy adatok által okozott problémák csak a tudományos közösségben voltak megtalálhatók, manapság a nagy adatok sok olyan vállalkozás számára jelentenek problémát, amelyek online tranzakciós rendszereket működtetnek, és ennek eredményeként gyorsan nagy mennyiségű adatot halmoznak fel.
A strukturálatlan adattípusok elemzése egy másik kihívás, amely felhívja az ipar figyelmét. A strukturálatlan adatok abban különböznek a strukturáltaktól, hogy formátuma nagymértékben változik, és nem tárolhatók a hagyományos relációs adatbázisokban az adatátalakítás jelentős erőfeszítése nélkül. A strukturálatlan adatok forrásai, mint például az e-mail, a szövegszerkesztő dokumentumok tartalma, a PDF-ek, a térinformatika stb., Gyorsan az üzleti intelligencia releváns forrásává válnak a vállalkozások, a kormányok és az egyetemek számára. Például Nagy-Britanniában az a felfedezés, miszerint az egyik cég illegálisan árul csaló orvosi jegyzeteket, hogy segítse az embereket a munkaadók és a biztosítótársaságok csalásában, lehetőséget nyújt a biztosítótársaságok számára, hogy fokozzák a strukturálatlan adatelemzés éberségét. A McKinsey Globális Intézet becslései szerint a nagy adatelemzéssel az amerikai egészségügyi rendszer évi 300 milliárd dollárt, az európai közszféra pedig 250 milliárd eurót spórolhat meg.
Ezek a kihívások inspirálják a modern elemzési információs rendszerek innovációjának nagy részét, és viszonylag új gépi elemzési koncepciókat szülnek, például komplex eseményfeldolgozás, teljes szöveges keresés és elemzés, sőt új ötleteket is bemutatnak. Az egyik ilyen újítás a rácsszerű architektúra bevezetése a gépanalízisben, amely lehetővé teszi a tömegesen párhuzamos feldolgozás sebességének növekedését azáltal, hogy a munkaterhelést számos számítógépre osztja, mindegyiknek egyenlő hozzáféréssel rendelkezik a teljes adatkészlethez.
Az elemzéseket egyre inkább használják az oktatásban, különösen a kerületi és a kormányhivatal szintjén. A tanulói teljesítménymérések összetettsége azonban kihívásokat jelent, amikor az oktatók megpróbálják megérteni és felhasználni az elemzéseket a hallgatói teljesítmény mintázatainak felismerésére, az érettségi valószínűségének előrejelzésére, a diákok sikerének esélyeinek javítására stb. Például egy erőteljes adatfelhasználású körzetek bevonásával végzett tanulmányban a tanárok 48% -ának nehézségei voltak az adatokból fakadó kérdések feltevésének, 36% -uk nem értette az adott adatokat, 52% -uk pedig helytelenül értelmezte az adatokat. Ennek leküzdése érdekében a pedagógusok számára készült egyes elemzési eszközök betartják a vény nélkül kapható adatformátumot (címkék, kiegészítő dokumentumok és súgórendszer beágyazása, valamint kulcscsomagok / megjelenítési és tartalmi döntések meghozatala), hogy javítsák az oktatók megértését és használatát. elemzés jelenik meg.
Egy újabb felmerülő kihívás a dinamikus szabályozási igény. Például a bankszektorban a Bázel III és a jövőbeni tőkemegfelelési igények valószínűleg még a kisebb bankokat is belső kockázati modellek elfogadására késztetik. Ilyen esetekben a felhőalapú számítás és az R nyílt forráskódú programozási nyelv segíthet a kisebb bankoknak a kockázatelemzés elfogadásában, és a prediktív elemzés alkalmazásával támogathatja az ágazati szintű megfigyelést. 

## Kockázatok
Az emberek számára a fő kockázat az olyan diszkrimináció, mint az árdiszkrimináció vagy a statisztikai diszkrimináció.
Az a kockázat is fennáll, hogy egy fejlesztő profitálhat a felhasználók ötleteiből vagy munkájából, például: a felhasználók új ötleteket írhatnak egy jegyzetkészítő alkalmazásba, amelyeket aztán egyedi eseményként elküldhetnek, és a fejlesztők profitálhatnak azokból az ötletekből. Ez azért történhet meg, mert a tartalom tulajdonjoga általában nem egyértelmű a törvényben.
Ha a felhasználó identitása nincs védve, akkor több kockázat áll fenn; például annak kockázata, hogy a felhasználókról szóló privát információkat nyilvánosságra hozzák az interneten.
Szélsőségesen fennáll annak a kockázata, hogy a kormányok túl sok magáninformációt gyűjthetnek, mivel a kormányok nagyobb hatásköröket adnak maguknak az állampolgárok információihoz való hozzáféréshez.

## Fordítás
Ez a szócikk részben vagy egészben  az   Analytics című angol Wikipédia-szócikk ezen változatának fordításán alapul.  Az eredeti cikk szerkesztőit annak laptörténete sorolja fel. Ez a jelzés csupán a megfogalmazás eredetét és a szerzői jogokat jelzi, nem szolgál a cikkben szereplő információk forrásmegjelöléseként.

## Kapcsolódó szócikk
- Smart grid